# Il gioco delle Naiadi
Il gioco delle Naiadi è un dipinto eseguito dal pittore svizzero Arnold Böcklin con la tecnica dell'olio su tela. Si trova al Museo d'arte di Basilea.

## Descrizione
Nell'opera è raffigurato un gruppo di gioconde Naiadi, riunite presso uno scoglio violentemente schiaffeggiato dai flutti del mare. In quanto ninfe dei fiumi, queste creature appaiono eccitate per l'impetuosità di acque cui esse non appartengono; l'artista le rappresenta mentre si cimentano in ardite acrobazie, pervase come sono da una sensazione di beatitudine. Insieme ad esse appaiono  piccoli tritoni, che sembrano ugualmente provare il senso di piacevole vertigine dato dal mare in burrasca. 